# Sociedade Esportiva Ariquemes
La Sociedade Esportiva Ariquemes és un club de futbol brasiler de la ciutat d'Ariquemes a l'estat de Rondônia.

## Història
El club va ser fundat el 2 d'octubre de 1981. El club va guanyar de forma consecutiva el Campionat rondoniense els anys 1993 i 1994.

## Palmarès
- Campionat rondoniense:
  - 1993, 1994

## Estadi
El club disputa els seus partits com a local a l'Estadi Gentil Valério, anomenat Valerião. Té una capacitat màxima per a 5.000 espectadors.